# 川崎市立南菅小学校
川崎市立南菅小学校（かわさきしりつ みなみすげしょうがっこう）は神奈川県川崎市多摩区菅馬場3丁目25番1号に所在する公立小学校。

## 概要
1985年創立の2期制の公立小学校である。周辺には菅小学校、東菅小学校、西菅小学校がある。2010年10月15日現在、児童数は320名。校歌はまど・みちおの作詞。
日本女子大学所有の森に近い丘の上に建っており、屋上からは東京方面を一望できる。学区域は大部分が静閑な住宅街であり交通量も少ない。
2004年には、同校の在日中国人生徒が同級生から民族差別などのいじめに遭ったことに端を発した訴訟などの騒動がニュースになった。
また、男性教師が痴漢容疑で逮捕されたこともある。

## 沿革
- 1985年（昭和60年）
  - 4月1日 - 開校。
  - 4月x日 - 東菅小より児童24名・菅小より3名が転籍し、入校式挙行。第1回入学式と最初の始業式挙行。開校時点の児童数は128名。
  - 9月 - PTA設立総会開催。
  - 11月 - 開校記念式典挙行（この日を開校記念日と定めた）。
- 1986年（昭和61年）
  - 3月 - ヘチマ園造成。
  - 8月 - 飼育小屋完成。
- 1988年（昭和63年）1月 - 学習池完成。
- 1989年（平成元年）
  - 3月 - プレハブ校舎6教室増設。
  - 11月 - 開校5周年を祝う会開催。
- 1990年（平成2年）
  - 3月 - 生活科園完成。
  - 4月 - 西菅小学校分離式挙行（西菅小へ223名転校）。
- 1993年（平成5年）10月 - 校庭整地完成。
- 1995年（平成7年）11月 - 創立10周年記念式典挙行。
- 1999年（平成11年）
  - 1月 - 生活科園完成。
  - 3月 - わかたけ級改築工事完成。
  - 9月 - 大師小3学年児童が来校（大師小との交流始まる）。
- 2000年（平成12年）2月 - うさぎ・あひる小屋改修。
- 2001年（平成13年）10月 - 新コンピュータルーム運用開始（校内LAN）。
- 2002年（平成14年）1月 - けやき広場図書室前花壇完成。
- 2003年（平成15年）4月 - わくわくプラザ開設。
- 2004年（平成16年）4月 - 特別支援教育開始。
- 2005年（平成17年）
  - 4月 - 開校20周年はじめの一歩の会・航空写真撮影。
  - 5月 - 図書室開放事業開始。
  - 11月 - 開校20周年を祝う集会開催。
- 2006年（平成18年）
  - 4月 - 2学期制開始。
  - 6月 - 英語活動開始。
  - 11月 - 一輪車・竹馬置移整備。
- 2007年（平成19年）
  - 10月 - 投てき板補修完成し、お披露目式挙行。体育館ステージ照明設置。
  - 11月 - 学習発表会「南菅劇場」開催。
- 2008年（平成20年）7月 - 校庭芝生設置。
- 2009年（平成21年）3月 - 校庭体育倉庫と学校ビオトープを設置。校庭芝生増設。
- 2010年（平成22年） - 情報センターと理科室にエアコン設置。大型太陽光発電装置設置。
- 2011年（平成23年） - NIE実践指定校認定。多摩スポーツセンター室内プールでの水泳学習開始。
- 2012年（平成24年）4月 - 児童棟にエレベーター設置。
- 2013年（平成25年） - 体育館床を全面補修。
- 2014年（平成26年）4月 - 給食調理業務民間（㈱レパスト）委託開始。災害時用備蓄倉庫を新設。
- 2015年（平成27年）11月 - 開校30周年記念事業（記念式典挙行・記念祝賀会開催）。体育館の緞帳と放送設備改修。舞台昇降用階段買換。体育館前水道設置。池改修。
- 2016年（平成28年） - 火災総合防災盤改修。体育館のトイレ扉改修。
- 2017年（平成29年） - 校舎・体育館外壁塗装改修。体育館内部塗装及び照明改修（LED照明設置）。校舎屋上防水改修。トイレ全面改修。管理棟エレベーター設置。蓄電池設備設置（屋上）。
- 2018年（平成30年） - 校舎網戸設置。校庭防球ネット張替え。
- 2019年（令和元年） - 多目的室にエアコン設置。校庭の防球ネット張替え。

## アクセス
電車
- JR東日本南武線稲田堤駅から、徒歩20分。
- 小田急電鉄小田原線読売ランド前駅から、徒歩20分。

バス
- 稲田堤駅・城下（京王稲田堤駅前）から、小田急バス「読04」、「読05」の各系統に乗車し、「南菅中学校」バス停下車。
- 読売ランド前駅から、小田急バス「読04」、「読05」の各系統に乗車し、「菅馬場3丁目」バス停下車。